# Ralph Lewis (acteur)
Ralph Percy Lewis (Englewood, 8 oktober 1872 – Los Angeles, 4 december 1937) was een Amerikaanse filmacteur in het stommefilmtijdperk, die tussen 1918 en 1937 in ruim 160 films verscheen. Hij was getrouwd met actrice Vera Lewis.
Lewis overleed in Los Angeles, nadat hij was aangereden door de limousine die werd bestuurd door de chauffeur van Warner Brothers-directeur Jack Warner.

## Gedeeltelijke filmografie
- The Avenging Conscience (1914)
- The Floor Above (1914)
- Home, Sweet Home (1914)
- The Escape (1914)
- The Birth of a Nation (1915)
- The Flying Torpedo (1916)
- The Children Pay (1916)
- Intolerance (1916)
- Going Straight (1916)
- Revenge (1918)
- The Hoodlum (1919)
- When the Clouds Roll by (1919)
- Outside the Law (1920)
- Prisoners of Love (1921)
- The Conquering Power (1921)
- Vengeance of the Deep (1923)
- Dante's Inferno (1924)
- The Last Edition (1925)
- Shadow of the Law (1926)
- The Bad One (1930)
- Somewhere in Sonora (1933)